# Berufsfachschule für Musik des Bezirks Oberpfalz
Die Berufsfachschule für Musik des Bezirks Oberpfalz ist eine musikalische Ausbildungsstätte mit Sitz in Sulzbach-Rosenberg.

## Geschichte
Seit dem Jahr 1977 gibt es in Bayern die Berufsfachschulen für Musik. Die Gründung der Musikfachschulen in Bayern vollzog sich vor dem Hintergrund eines Aufschwungs der Laienmusik in den vergangenen Jahrzehnten. Daraus erwuchs die Notwendigkeit, qualifizierte Ensembleleiter und Chorleiter auszubilden. In jedem bayerischen Regierungsbezirk wurde eine staatliche Berufsfachschule für Musik gegründet. Im Regierungsbezirk der Oberpfalz wurde solch eine Berufsfachschule in Sulzbach-Rosenberg im Jahr 1984 gegründet. Neben den Fachrichtungen Klassik und Kirchenmusik ist diese Schule die Einzige ihrer Art, welche seit 2003 auch einen Musicalzweig anbietet.

## Unterrichtsfächer
Die Schüler bekommen eine professionelle Ausbildung auf einem Hauptfachinstument, wie Gesang, Klavier, Violine, Trompete und einem zweiten Instrument. Auch gehören Fächer wie Ensembleleitung/Chorleitung, Stimm- und Gehörbildung, sowie Musiktheorie, Tonsatz, Musikgeschichte und Instrumentenkunde zur Ausbildung dazu. Im Fachbereich Musical haben die Schüler außerdem weitere Fächer wie Tanz und szenischer Unterricht/Rollendarstellung.

## Ausbildungsziele/Abschlüsse
Die Berufsfachschule für Musik in Sulzbach-Rosenberg bietet mehrere Ausbildungsziele an:
- Ausbildung zum/zur staatlich geprüften Ensembleleiter/in im Fachbereich Klassik
- Ausbildung zum/zur staatlich geprüften Ensembleleiter/in im Fachbereich Musical
- Ausbildung zum/zur nebenberuflichen Kirchenmusiker/in (C-Prüfung) in Verbindung mit Nr. 1
- Instrumentallehrerausbildung mit staatlicher pädagogischer Prüfung, die zum Unterrichten an Musikschulen befähigt
- Künstlerisches und kulturwissenschaftliches Kompaktjahr (einjährige Intensivausbildung)
- Vorbereitung auf die Aufnahmeprüfung an einer Hochschule für Musik